# اعتبار (علم الحديث)
الاعتبار في سياق علم الحديث هو البحث عن وجود أسانيد أخرى لحديث تفرد به أحد الرواة، وتُسمى هذه الأسانيد بالمتابعات، وكذلك البحث عن متون أحاديث أخرى وردت مشابهة لمعناه، وتُسمى هذه المتون بالشواهد، وذلك بغرض تقوية الحديث الذي تفرد به الراوي، فإن خلت كتب الأحاديث من وجود متابعات وشواهد للحديث الذي تفرد به الراوي كان تفرده بهذا الحديث تفردا مطلقا.

## المتابعات
المتابعات هي الأسانيد الأخرى (وتُسمى أيضا الطرق) التي رُوي بها حديث انفرد به أحد الرواة، فمثلا أن يروي حماد بن سلمة حديثا انفرد به عن أيوب عن ابن سيرين عن أبي هريرة عن النبي ﷺ، فيقوم علماء الحديث بالبحث عن راو آخر غير حماد رَوى هذا الحديث عن أيوب، ثم عن راو آخر غير أيوب رَوى هذا الحديث عن ابن سيرين، ثم عن راو آخر غير ابن سيرين رَوى هذا الحديث عن أبي هريرة، ثم عن صحابي آخر غير أبي هريرة رَوى هذا الحديث عن النبي ﷺ (انظر الصورة أسفله)، فإن وُجد راو آخر عن أيوب سُمي الإسناد الجديد المتابعة التامة، وإن رواه راو آخر عن ابن سيرين، أو راو آخر عن أبي هريرة، أو صحابي آخر عن رسول الله ﷺ سُمي الإسناد الجديد المتابعة القاصرة، وقد يُسمى أحيانا بالشاهد.

### مثال على المتابعات
ثم رُوِي هذا الحديث من طريق آخر وهو:
فنرى هنا اشتراك كل من سفيان وشريك في الرواية عن المقدام، فيُقال فيه أن سفيان تابع شريكاً.

## الشواهد
الشاهد هو الحديث المروي بمعنى مشابه للحديث الذي انفرد به أحد الراوة.

### مثال على الشواهد
فالشاهد له حديث بمعناه: 

## مثال على المتابعات والشواهد

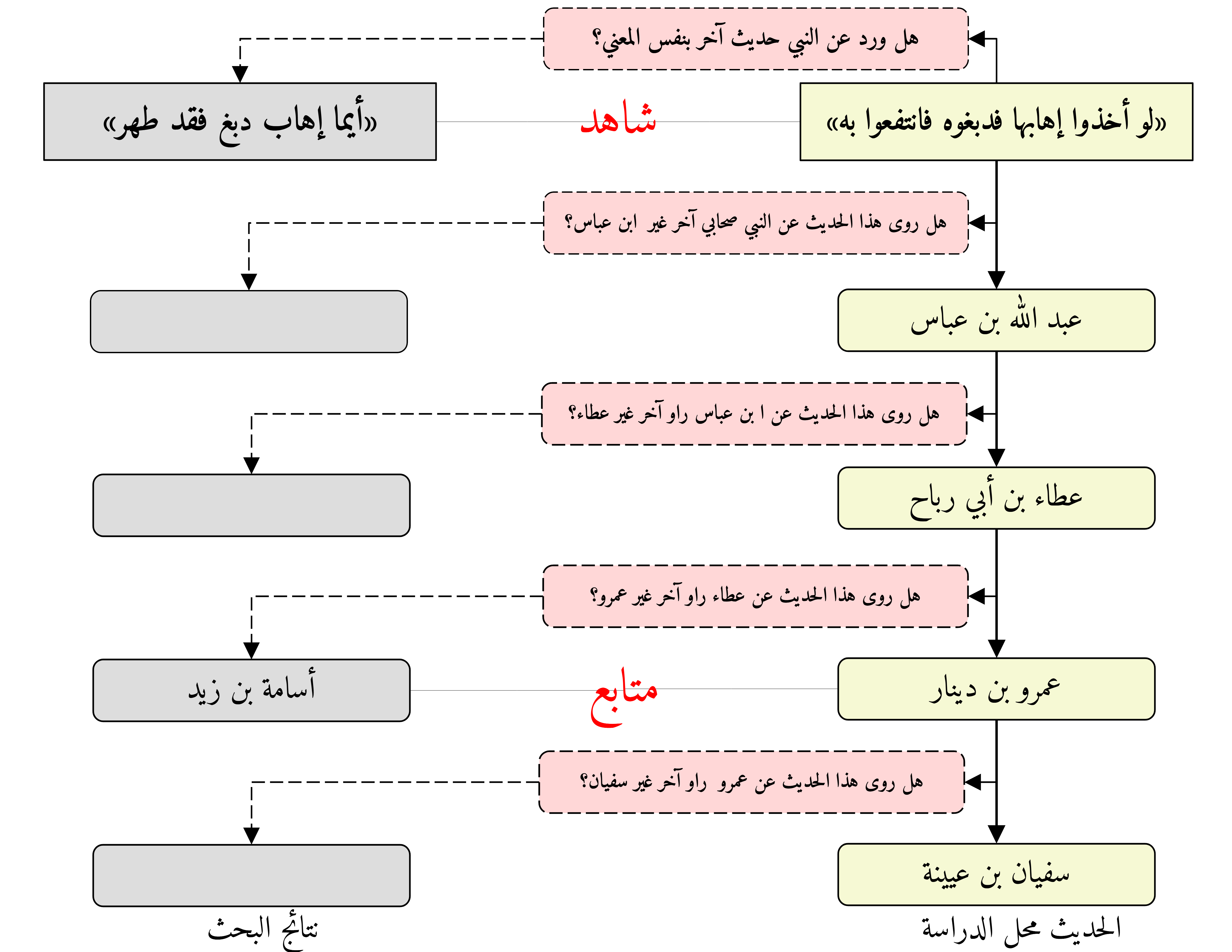
تطبيق خوارزمية البحث عن المتابعات والشواهد على المثل الذي ضربه ابن الصلاح

لكن ابن جريج قد روى هذا الحديث أيضا عن عمرو بن دينار عن عطاء إلا أنه لم يَذكر فيه الدباغ، فأجرى الحافظ البيهقي بحثا عن المتابعات والشواهد لرواية سفيان المذكور فيها الدباغ فوجد لها متابعا وشاهدا:
أما المتابع فهو أسامة بن زيد الذي روى الحديث بلفظ الدباغ عن عطاء بن أبي رباح (أي أن أسامة تابع عمرو بن دينار) كما يلي:
وأما الشاهد فهو حديث بنفس المعني وهو:

### وصلات خارجية
- مصطلح الحديث - ابن عثيمين
- حجية السنة - عبد الغني عبد الخالق
- معرفة أنواع علوم الحديث (مقدمة ابن الصلاح) - عثمان بن عبد الرحمن تقي الدين ابن الصلاح
- الباعث الحثيث شرح اختصار علوم الحديث - ابن كثير - أحمد محمد شاكر